# Plopiș (okręg Harghita)
Plopiș – wieś w Rumunii, w okręgu Harghita, w gminie Gălăuțaș. W 2011 roku liczyła 55 mieszkańców.